# Leptoptilos
Leptoptilos, in het Nederlands maraboe, is een geslacht van vogels uit de familie van de ooievaars (Ciconiidae). De wetenschappelijke naam van het geslacht is voor het eerst geldig gepubliceerd in 1831 door Lesson. Het is een geslacht van grote tropische ooievaars. Twee soorten zijn broedvogels in het zuiden van Azië, het derde lid van het geslacht is te vinden in Afrika beneden de Sahara. De meeste ooievaars vliegen met uitgestrekte nek, terwijl de leden van dit geslacht met ingetrokken nek vliegen.

## Soorten
De volgende soorten zijn bij het geslacht ingedeeld:
- Leptoptilos crumenifer – Afrikaanse maraboe
- Leptoptilos dubius – Indische maraboe
- Leptoptilos javanicus – Javaanse maraboe

### Uitgestorven
Naast de nog levende soorten zijn ook een aantal uitgestorven soorten bekend:
- Leptoptilos falconeri
- Leptoptilos indicus (voorheen Cryptociconia indica)
- Leptoptilos lüi[3]
- Leptoptilos patagonicus[4]
- Leptoptilos pliocenicus (mogelijk een synoniem voor L. falconeri[5])
- Leptoptilos richae
- Leptoptilos robustus[6]
- Leptoptilos titan

Ook aan dit geslacht toegekend is Leptoptilos siwalicensis, maar een studie uit 2005 wees uit dat deze soort ook tot een ander geslacht (Ephippiorhynchus) kan behoren.